# Céide Fields

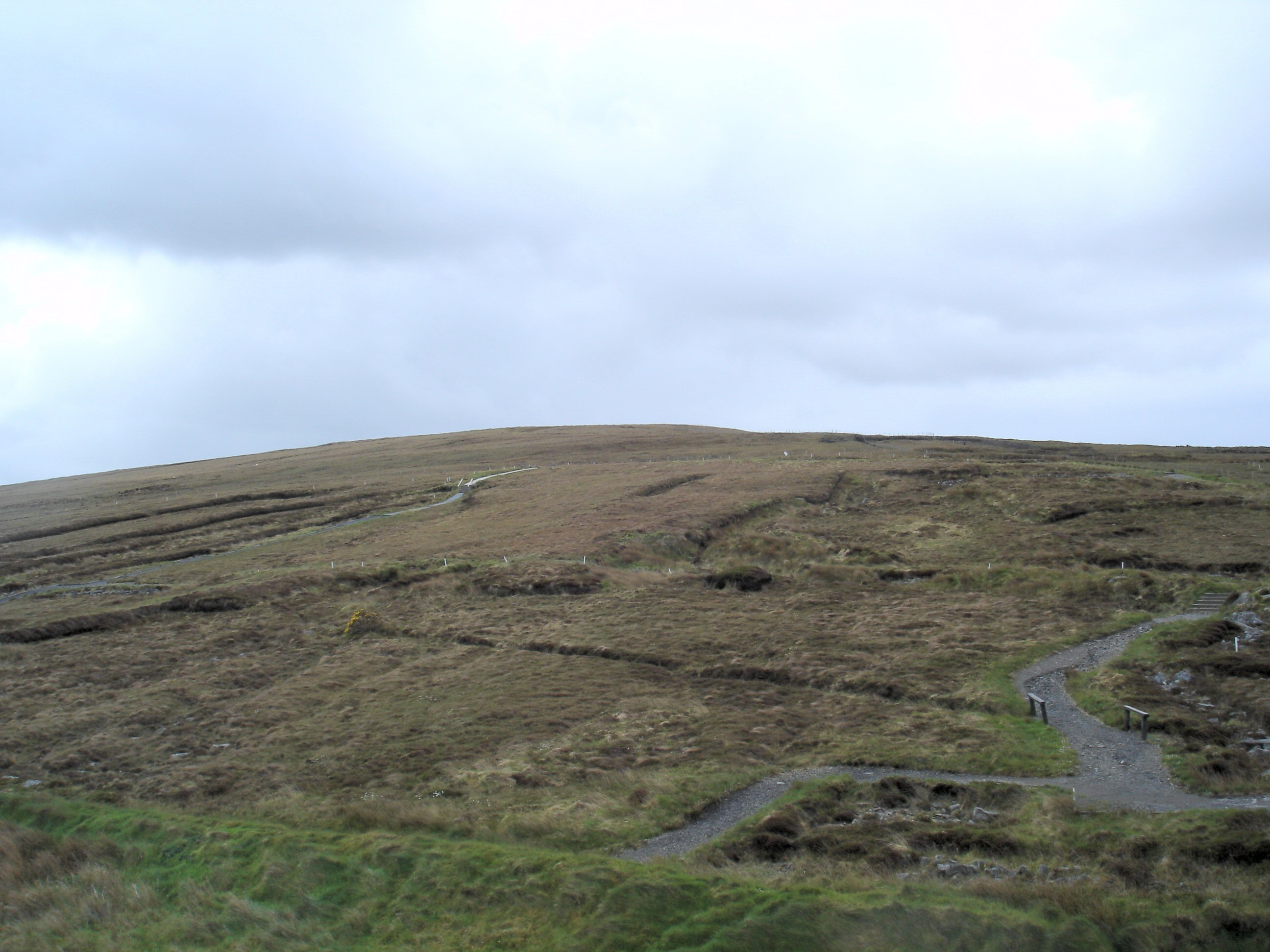
Panoramica del complesso archeologico

I Céide Fields (Achaidh Chéide in lingua irlandese) sono un sito archeologico situato nella costa settentrionale della Contea di Mayo, nell'Irlanda occidentale, nei pressi del villaggio di Ballycastle. Il luogo è stato descritto come il sito neolitico più vasto d'Irlanda e si ritiene contenga il sistema di campi coltivati e muratura divisorie più antico tra quelli scoperti Utilizzando vari metodi di datazione, è stato scoperto che la creazione e costruzione dei Céide Fields risale a circa 5.500 anni (intorno al 3500 A.C.), anticipando pertanto di quasi 2.500 anni i sistemi similari sviluppati in tutta Europa. Secondo altri metodi di datazione e ricerche, il complesso si è invece sviluppato 3.000 anni fa circa, rimanendo comunque un "esempio di scuola" e precursore di un campo celtico, generalmente associato alle ben più tardive età del bronzo o età del ferro in Europa.
Il sito è nella lista dei candidati UNESCO per ottenere la qualifica di Patrimonio dell'Umanità. Si stima vi siano circa 100 km di campi racchiusi nei muri di pietra nascosti sotto la brughiera.

## L'area archeologica

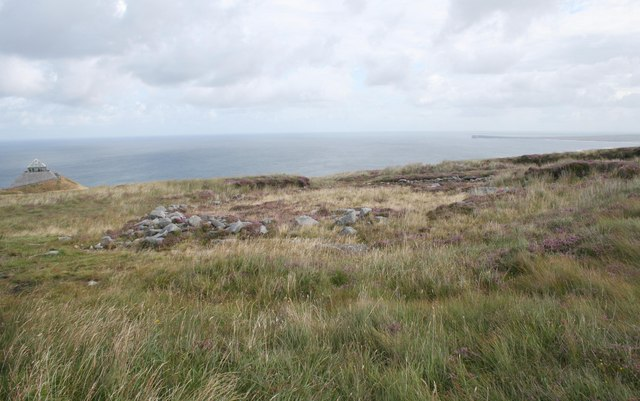
Panoramica su Downpatrick Head ed il centro visitatori

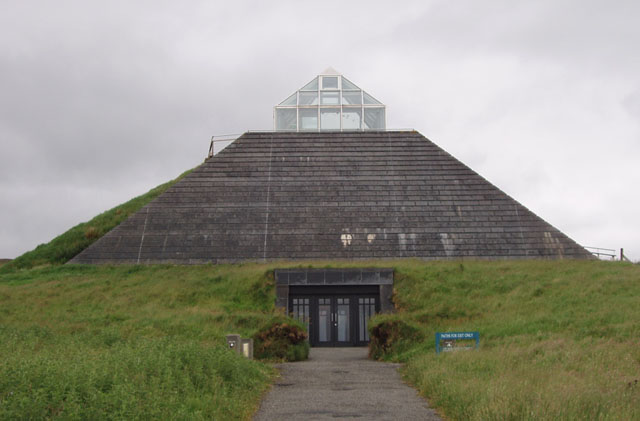
Centro visitatori

Il complesso monumentale è un vasto sistema di muri in pietra, non particolarmente visibile ad occhio nudo, ma a questo intento dà una mano un centro visitatori situato all'ingresso.
La scoperta dei Céide Fields avvenne intorno agli anni trenta, quando un uomo del posto, l'insegnante Patrick Caulfield, si accorse di alcune file di pietre che rimasero scoperte quando scavò con la pala della torba per combustione. In queste file si accorse di alcuni disegni che non potevano essere stati causati dalla natura. Mentre per altri tutto ciò era irrilevante, Patrick Caulfield capì alcune cose importanti: le pietre erano per forza state messe da persone, non potendo essere state allineate casualmente dalle forze della natura, ma soprattutto, erano posizionate sotto lo strato di torba, quindi già presenti prima che iniziasse il processo di formazione della torba stessa: tutto ciò le rendeva molto antiche.
Sebbene al momento la scoperta fu importante, non ebbe assolutamente eco per quarant'anni, quando il figlio di Patrick, Seamus, avendo studiato archeologia, iniziò degli studi più approfonditi. Quello che risultò dagli studi successivi fu un enorme sistema di campi, abitazioni e tombe megalitiche coperti e mantenuti nei secoli dagli strati di torba tipici del Mayo settentrionale.
Al fine di preservare il luogo, ma anche di consentire lo svolgimento degli scavi, fu utilizzato un unico quanto semplice modo di espandere il sito: si procedeva all'individuazione dei muri non visibili, inserendo delle sonde con del ferro senza distruggere nulla o scavare anzitempo. Il continuo scavo portò alla luce tombe e luoghi di abitazione, dando uno scenario unico del modo di vita degli antenati umani di circa 200 generazioni prima. Quella che abitava le zone dei Céide Fields era una pacifica comunità ben organizzata, specialmente di coltivatori, che si impegnava collettivamente a deforestare la zona e a dividersi poi le zone in campi, dividendoli in un sistema di campi regolari. La principale forma di sostentamento era l'allevamento, ma erano anche abili costruttori di barche, sapendo lavorare bene sia legno che pietra, e persone in grado di avere delle credenze mistiche e spirituali.
Da dati ormai assodati, è emerso che queste popolazioni arrivarono in questa zona attraverso le foreste: la foresta fu la risorsa primaria, offrendo molto combustibile e materiale per la costruzione, e fu presto sostituita da campo arabile. Il disboscamento continuò poi in ogni direzione, anche quando i campi erano sufficienti, per la mera combustione.
Il clima era più caldo di circa 2 gradi al tempo, perciò favoriva la ricrescita delle piante in maniera più veloce: ad evidenziare questo fatto sono vari resti di alberi nei campi.
Per un periodo, queste popolazioni prosperarono, ma cambi climatici e geologici trasformarono successivamente il terreno, rendendolo da arabile e coltivabile ad acido e non utilizzabile. Si discute se la deforestazione abbia causato questa situazione, dato che l'assenza degli alberi non permetteva l'evaporazione delle numerose piogge che si abbattevano sul terreno e che rendevano, quindi, il terreno sempre più povero delle sue sostanze nutritive.

## La zona circostante

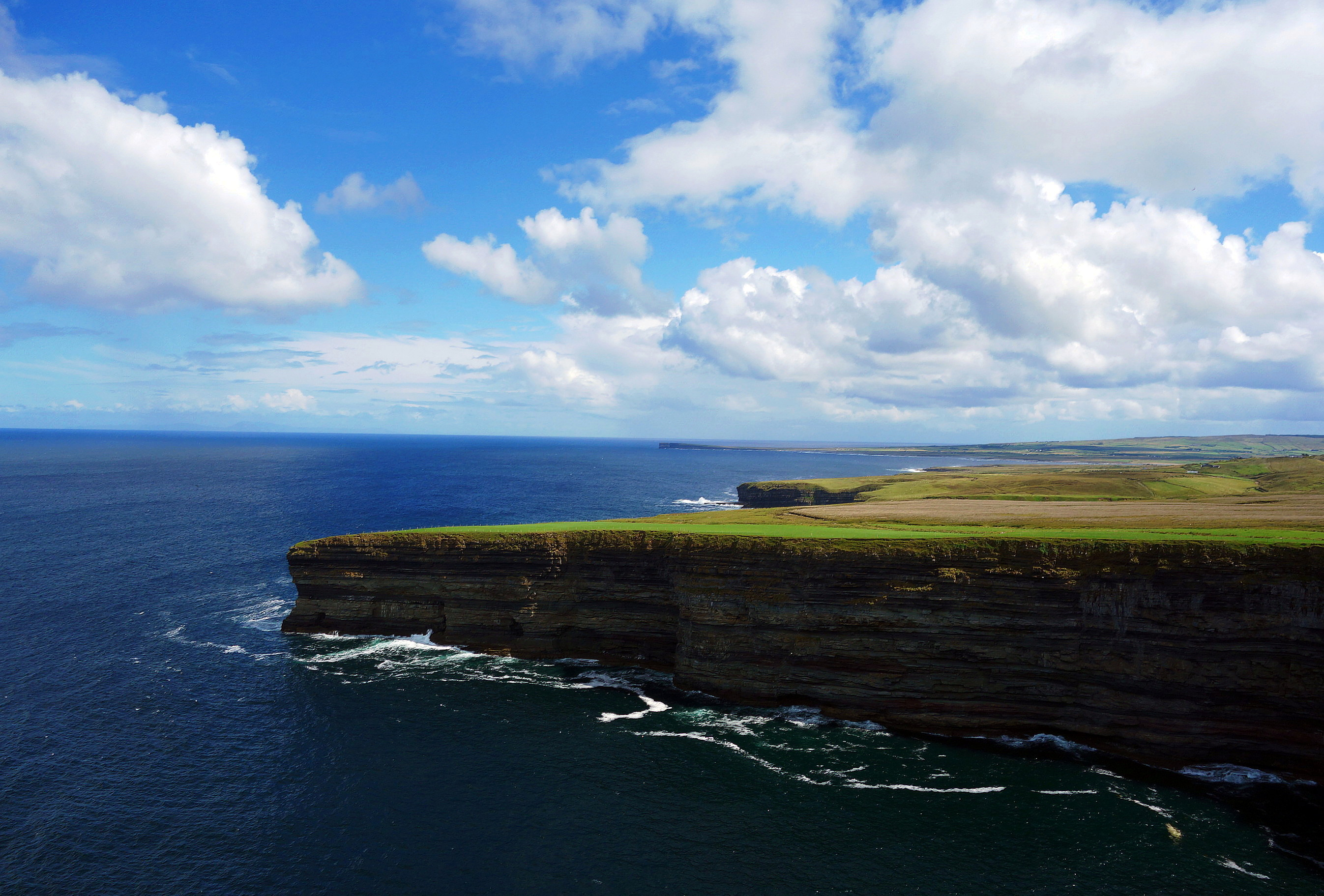
Le scogliere dei Céide Fields

Oltre all'importanza storica rilevantissima, il sito archeologico è situato su un territorio particolare che attira turisti anche semplicemente per la sua morfologia: situato infatti sulla zona costiera e sull'Oceano Atlantico, è caratterizzato da scogliere a picco sul mare, ben visibili da una terrazza accessibile dopo una piccola scalinata dalla strada chiamata Cliffs Road. Inoltre, dallo stesso complesso archeologico, si gode un panorama complessivo molto suggestivo della intera zona costiera, della selvaggia Baia di Bunatrahir e di Downpatrick Head.